# Булки не растут на деревьях
Булки не растут на деревьях — частный образовательный проект, работавший на принципах социального предпринимательства. Функционировал в Москве начиная с 2011 года во главе с генеральным директором Марией Ивановой. Занимался проведением курсов профессиональной ориентации для детей и подростков с участием действующих специалистов в своих отраслях.

## История
Проект зародился в 2011 году под руководством Марии Ивановой, выпускницы Нижегородского государственного лингвистического университета, которая ранее занималась организацией частного детского сада и управляла небольшим агентством маркетинга в интернете и социальных сетях AdComm (общество с ограниченной ответственностью «Эдкомм»).
В соответствии с бизнес-планом проект включал две составляющие: интерактивный онлайн-портал и партнёрские компании, предоставляющие возможность мастер-классов и работы в реальных условиях в офлайне. Открытый интернет-сайт представлял собой интегратор образовательного контента, в котором ребёнок может выбрать чему он хочет научиться, кем он хочет стать или в процессе создания чего он хочет поучаствовать и чему он посвятит своё время: программа содержит интерактивные игры, видео-уроки с учителем, ответы на вопросы викторины, сборку роботов, изобразительное искусство и др. Офлайн-часть подразумевает возможности для ребенка попробовать себя в той или иной профессии, участвуя в специальных курсах, проходя стажировку на предприятиях, в коммерческих и некоммерческих организациях. Целевой аудиторией организации стали дети и молодые люди возрастом от 7 до 16 лет вместе с родителями, в особенности дети, находящиеся на домашнем обучении.
Официальный запуск проекта произошёл 14 августа 2011 года, когда организация одержала победу в конкурсе стартапов «Оранжерея проектов», проведённом компанией IpPro и её руководителем Александром Леоновым.
Иванова ходила на мероприятия для предпринимателей, выступала с презентациями, вскоре собрав команду единомышленников — в стартовом сезоне был набран курс для модельеров из шестнадцати человек. К осени 2012 года образовательная программа включала уже 12 полноценных курсов, в том числе курсы режиссёров, актёрского мастерства, фотографии, архитектуры и т. п. Организация взяла в аренду помещения в Дворце культуры ЗИЛа, в 2013 году обслуживались пять курсов (по 10-15 занятий в курсе), обучающиеся были разделены на группы по 15 человек, занятия проходили раз в неделю, стоимость одного занятия составляла 1000 рублей.
В настоящее время проект закрыт из-за хронической убыточности. 